# Bithlo
Bithlo es un lugar designado por el censo ubicado en el condado de Orange en el estado estadounidense de Florida. En el Censo de 2010 tenía una población de 8.268 habitantes y una densidad poblacional de 292,98 personas por km².

## Geografía
Bithlo se encuentra ubicado en las coordenadas 28°33′54″N 81°6′29″O / 28.56500, -81.10806. Según la Oficina del Censo de los Estados Unidos, Bithlo tiene una superficie total de 28.22 km², de la cual 27.8 km² corresponden a tierra firme y (1.49%) 0.42 km² es agua.

## Demografía
Según el censo de 2010, había 8.268 personas residiendo en Bithlo. La densidad de población era de 292,98 hab./km². De los 8.268 habitantes, Bithlo estaba compuesto por el 80.83% blancos, el 7.16% eran afroamericanos, el 0.64% eran amerindios, el 3.64% eran asiáticos, el 0.18% eran isleños del Pacífico, el 4.03% eran de otras razas y el 3.52% pertenecían a dos o más razas. Del total de la población el 21.83% eran hispanos o latinos de cualquier raza.